# Ängelholms FF
Ängelholms Fotbollförening (Ängelholms FF) – szwedzki klub piłkarski z siedzibą w mieście Ängelholm. Obecnie gra w rozgrywkach Division 1. W 2007 roku zespół awansował z Division 1. Swoje mecze rozgrywa na stadionie Ängelholms IP, o pojemności 5 000 miejsc. Klub jest stowarzyszony w Skånes Fotbollförbund, jednej z 24 regionalnych organizacji piłkarskich na terenie Szwecji.